# في كلاوس
في كلاوس (بالإنجليزية: Fee Klaus)‏ هو لاعب كرة قدم أمريكية أمريكي، ولد في 26 سبتمبر 1902، وتوفي في 14 فبراير 1951.